# Distrito de Progreso
El Distrito de Progreso es uno de los catorce distritos de la Provincia de Grau  ubicada en el departamento de Apurímac, bajo la administración del Gobierno regional de Apurímac, en el sur del Perú.
Desde el punto de vista jerárquico de la Iglesia católica forma parte de la Diócesis de Abancay la cual, a su vez, pertenece a la Arquidiócesis de Cusco.

## Historia
El distrito fue creado mediante Ley n.º 12983 del 17 de marzo de 1958, en el segundo gobierno de Manuel Prado Ugarteche.

## Geografía
La ciudad de Progreso se encuentra ubicada en los Andes Centrales.
Es uno de los distritos más desarrollados de la provincia por eso mismo es el nombre Progreso por su significado y orientación hacia el futuro.[cita requerida] El distrito de Progreso comprende las comunidades de Qonqaqa, Esqorno y Wanakupampa.
Los productos principales son papa, oca, cebada y maíz.

## Autoridades

### Municipales
- 2019 - 2022[4]
  - Alcalde: Manuel Johnny Ccoyure Contreras, de El Frente Amplio por Justicia, Vida y Libertad.
  - Regidores:

  1. Raúl Ernesto Huañahui Flores (El Frente Amplio por Justicia, Vida y Libertad)
  2. Edwin Palomino Ochoa (El Frente Amplio por Justicia, Vida y Libertad)
  3. Ruth Quintanilla Ccoyure (El Frente Amplio por Justicia, Vida y Libertad)
  4. Hugo Hucharo Huamán (El Frente Amplio por Justicia, Vida y Libertad)
  5. Daniel Mario Challanca Lucas (Partido Democrático Somos Perú)

Alcaldes anteriores
- 2011-2014:[5] Tomás Aquilino Huañec Huañec, Movimiento Frente Popular Llapanchik.
- 2007-2010: Tomás Aquilino Huañec Huañec.

## Festividades
- Carnavales.
- Virgen de la Paz.
- Virgen del Carmen.
- Señor de la Exaltación.